# Марковаць-Нашицький
45°30′ пн. ш. 18°08′ сх. д. / 45.5° пн. ш. 18.13° сх. д.
Марковаць-Нашицький (хорв. Markovac Našički) — населений пункт у Хорватії, в Осієцько-Баранській жупанії у складі міста Нашиці.

## Населення
Населення за даними перепису 2011 року становило 1586 осіб.
Динаміка чисельності населення поселення:

## Клімат
Середня річна температура становить 11,05 °C, середня максимальна — 25,23 °C, а середня мінімальна — -5,66 °C. Середня річна кількість опадів — 709 мм.
| Клімат поселення                              | Клімат поселення | Клімат поселення | Клімат поселення | Клімат поселення | Клімат поселення | Клімат поселення | Клімат поселення | Клімат поселення | Клімат поселення | Клімат поселення | Клімат поселення | Клімат поселення | Клімат поселення |
| Показник                                      | Січ.             | Лют.             | Бер.             | Квіт.            | Трав.            | Черв.            | Лип.             | Серп.            | Вер.             | Жовт.            | Лист.            | Груд.            |                  |
| Середній максимум, °C                         | 5,99             | 7,95             | 12,50            | 17,04            | 22,23            | 25,23            | 25,20            | 24,63            | 20,44            | 15,10            | 9,24             | 5,28             |                  |
| Середня температура, °C                       | 0,16             | 2,11             | 6,65             | 11,21            | 16,39            | 19,41            | 21,33            | 20,75            | 16,56            | 11,22            | 5,38             | 1,40             |                  |
| Середній мінімум, °C                          | −5,66            | −3,73            | 0,83             | 5,39             | 10,56            | 13,57            | 17,44            | 16,88            | 12,68            | 7,34             | 1,50             | −2,48            |                  |
| Норма опадів, мм                              | 44               | 42               | 42               | 55               | 66               | 92               | 64               | 63               | 53               | 62               | 70               | 56               |                  |
| Середньомісячна швидкість вітру, м/с          | 2.20             | 2.41             | 2.70             | 2.60             | 2.30             | 2.10             | 2.10             | 1.90             | 1.90             | 2.00             | 2.12             | 2.21             |                  |
| Середньомісячна сонячна радіація, кДж/м²·день | 4234             | 6916             | 10834            | 15276            | 19285            | 21250            | 22195            | 20181            | 14898            | 9257             | 4805             | 3595             |                  |
| --------------------------------------------- | ---------------- | ---------------- | ---------------- | ---------------- | ---------------- | ---------------- | ---------------- | ---------------- | ---------------- | ---------------- | ---------------- | ---------------- | ---------------- |
| Джерело:                                      |                  |                  |                  |                  |                  |                  |                  |                  |                  |                  |                  |                  |                  |